# San Jacinto Tlacotepec
San Jacinto Tlacotepec es una localidad del estado mexicano de Oaxaca. Es cabecera del municipio de San Jacinto Tlacotepec.

## Demografía
| Censo | Población |
| ----- | --------- |
| 1900  | 495       |
| 1910  | 500       |
| 1921  | 565       |
| 1930  | 637       |
| 1940  | 696       |
| 1950  | 599       |
| 1960  | 500       |
| 1970  | 554       |
| 1980  | 504       |
| 1990  | 524       |
| 1995  | 351       |
| 2000  | 580       |
| 2005  | 609       |
| 2010  | 630       |
| 2020  | 650       |